# Kim Soo-myun
Dans ce nom coréen, le nom de famille, Kim, précède le nom personnel.
Kim Soo-myun (né le 4 novembre 1986 à Pohang) est un gymnaste sud-coréen.
Il est médaille de bronze par équipes en 2008 aux Jeux olympiques de Pékin.